# Joe Sample
Joseph Leslie "Joe" Sample (Houston, Texas, 1 februari 1939 – (Houston, Texas, 12 september 2014) was een Amerikaanse pianist die vooral jazz speelde. Hij was lid van The Crusaders en produceerde tevens muziek voor anderen.

## Biografie
Sample leerde piano spelen vanaf zijn vijfde jaar. Hij speelde toen verschillende muzieksoorten zoals gospel, soul, bebop, blues, latin en klassieke muziek. In zijn jeugd luisterde hij veel naar Louis Armstrong. Tijdens zijn highschoolperiode maakte hij deel uit van "The Swingers", samen met twee vrienden, saxofonist Wilton Felder en drummer Nesbert "Stix" Hooper. Daarna ging hij naar de Texas Southern University, waar hij drie jaar heeft gestudeerd. Op de universiteit speelden "The Swingers" samen met het nieuwe bandlid Wayne Henderson. De band kreeg een nieuwe naam :"The Modern Jazz Sextet". De bandleden waren niet tevreden over deze nieuwe naam en daarom werd de band later "The Jazz Crusaders" genoemd. Sample bleef drie jaar op de universiteit en haalde nooit zijn graad. The Jazz Crusaders verhuisden van Houston, Texas naar Los Angeles, Californië. De band speelde toen vooral bebop. In 1961 maakte de groep hun eerste plaat, "Freedom Sounds".
In de jaren '60 maakten ze nog vier andere platen. Ze speelden toen bebop met invloed van funk, soul en jazz. Tijdens deze jaren werd de groep vooral bekend om hun goede live-spel tijdens de concerten. De naam van de band werd toen veranderd in The Crusaders.
In 1969 begon Sample aan zijn solocarrière, ondanks dat hij nog bij The Crusaders speelde. Hij nam zijn eerste soloplaat ("Fancy Dance") op en werd tevens een veelgevraagd studiomuzikant. Hij speelde op de plaat van bijvoorbeeld Joni Mitchell,  Marvin Gaye, Tina Turner, B. B. King, Joe Cocker, Minnie Riperton en Anita Baker.
Het keyboard was toentertijd een nieuw instrument en Sample ruilde de piano in voor het keyboard. Met dit instrument zou hij een van de pioniers worden. In 1979 kwam de bekende plaat "Street Life" van The Crusaders uit. De gelijknamige single werd een wereldhit. In 1987 gingen The Crusaders officieel uit elkaar, hoewel ze in de latere jaren nog samen platen uitbrachten en een concert in Japan speelden.
Tijdens zijn solocarrière heeft Sample veel platen opgenomen, zoals "Rainbow Seeker", "Carmel", "Voices in the Rain", "Spellbound", "Ashes to Ashes" en "Invitation". Deze laatste plaat bevat veel bebopnummers. Voor George Duke produceerde hij de plaat "Sample This". In 1999 maakte hij samen met Lalah Hathaway (dochter van Donny Hathaway) de plaat "The Song Lives On". In 1994 verhuisde Sample van Los Angeles naar Houston, waar zijn roots lagen. Hij maakte in 2002 de plaat "The Pecan Tree", een muzikale ode aan Houston.
Hij overleed op 75-jarige leeftijd in het MD Anderson Cancer Center in Houston.

## Trivia
- In 2007 kregen Joe Sample en Randy Crawford samen tijdens de Edison Music Awards de Edison Lifetime Achievement Award.
- In 2008 speelde Sample samen met Crawford in het Singer in Laren tijdens Laren Jazz.